# Andrea Strnadová
Andrea Strnadová (née le 28 mai 1972) est une joueuse de tennis tchécoslovaque puis tchèque, professionnelle de la fin des années 1980 à 1995.
En 1989, elle a été championne du monde junior en double filles.
Pendant sa carrière, elle a remporté trois tournois WTA en double.

## Palmarès

### Titre en simple dames
Aucun

### Finales en simple dames
| No | Date       | Nom et lieu du tournoi                | Catégorie | Dotation  | Surface    | Vainqueure       | Score         |          |
| -- | ---------- | ------------------------------------- | --------- | --------- | ---------- | ---------------- | ------------- | -------- |
| 1  | 28-01-1991 | Nutri-Metics Bendon Classic, Auckland | Tier V    | 100 000 $ | Dur (ext.) | Eva Švíglerová   | 6-2, 0-6, 6-1 | Parcours |
| 2  | 04-02-1991 | Fernleaf Butter Classic, Wellington   | Tier V    | 100 000 $ | Dur (ext.) | Leila Meskhi     | 3-6, 7-6, 6-2 | Parcours |
| 3  | 27-01-1992 | Nutri-Metics Bendon Classic, Auckland | Tier V    | 100 000 $ | Dur (ext.) | Robin White      | 2-6, 6-4, 6-3 | Parcours |
| 4  | 13-04-1992 | Volvo Open, Pattaya                   | Tier V    | 100 000 $ | Dur (ext.) | Sabine Appelmans | 7-5, 3-6, 7-5 | Parcours |
| 5  | 20-04-1992 | Women’s Open, Kuala Lumpur            | Tier IV   | 100 000 $ | Dur (int.) | Yayuk Basuki     | 6-3, 6-0      | Parcours |

### Titres en double dames
| No | Date       | Nom et lieu du tournoi                  | Catégorie | Dotation  | Surface         | Partenaire    | Finalistes                | Score    |          |
| -- | ---------- | --------------------------------------- | --------- | --------- | --------------- | ------------- | ------------------------- | -------- | -------- |
| 1  | 07-10-1991 | European Indoors Zurich                 | Tier II   | 350 000 $ | Moquette (int.) | Jana Novotná  | Zina Garrison Lori McNeil | 6-4, 6-3 | Parcours |
| 2  | 18-05-1992 | Internationaux de Strasbourg Strasbourg | Tier IV   | 150 000 $ | Terre (ext.)    | Patty Fendick | Lori McNeil Mercedes Paz  | 6-3, 6-4 | Parcours |
| 3  | 15-02-1993 | Open Gaz de France Paris                | Tier II   | 375 000 $ | Moquette (int.) | Jana Novotná  | Jo Durie Catherine Suire  | 7-6, 6-2 | Parcours |

### Finales en double dames
| No | Date       | Nom et lieu du tournoi                        | Catégorie | Dotation  | Surface         | Vainqueures                     | Partenaire      | Score         |          |
| -- | ---------- | --------------------------------------------- | --------- | --------- | --------------- | ------------------------------- | --------------- | ------------- | -------- |
| 1  | 23-03-1992 | Acura US Hard Court Championships San Antonio | Tier III  | 225 000 $ | Dur (ext.)      | Martina Navrátilová Pam Shriver | Patty Fendick   | 3-6, 6-2, 7-6 | Parcours |
| 2  | 28-09-1992 | Volkswagen Cup Leipzig                        | Tier III  | 225 000 $ | Moquette (int.) | Jana Novotná Larisa Neiland     | Patty Fendick   | 7-5, 7-6      | Parcours |
| 3  | 25-04-1994 | Danamon Indonesia Open Jakarta                | Tier IV   | 100 000 $ | Dur (ext.)      | Nicole Arendt Kristine Radford  | Kerry-Anne Guse | 6-2, 6-2      | Parcours |

## Parcours en Grand Chelem

### En simple dames
| Année | Open d'Australie | Open d'Australie  | Internationaux de France | Internationaux de France | Wimbledon       | Wimbledon         | US Open         | US Open         |
| ----- | ---------------- | ----------------- | ------------------------ | ------------------------ | --------------- | ----------------- | --------------- | --------------- |
| 1991  | 3e tour (1/16)   | Gabriela Sabatini | 1er tour (1/64)          | Nicole Jagerman          | 3e tour (1/16)  | Gabriela Sabatini | 2e tour (1/32)  | Manuela Maleeva |
| 1992  | 3e tour (1/16)   | Arantxa Sánchez   | 3e tour (1/16)           | Mary Pierce              | 2e tour (1/32)  | Naoko Sawamatsu   | 3e tour (1/16)  | Manuela Maleeva |
| 1993  | 1er tour (1/64)  | Florencia Labat   | 2e tour (1/32)           | Steffi Graf              | 2e tour (1/32)  | Natasha Zvereva   | 1er tour (1/64) | Nicole Jagerman |
| 1994  | -                | -                 | -                        | -                        | 1er tour (1/64) | Tessa Price       | -               | -               |

À droite du résultat, l’ultime adversaire.

### En double dames
| Année | Open d'Australie             | Open d'Australie        | Internationaux de France     | Internationaux de France | Wimbledon                    | Wimbledon                | US Open                      | US Open                  |
| ----- | ---------------------------- | ----------------------- | ---------------------------- | ------------------------ | ---------------------------- | ------------------------ | ---------------------------- | ------------------------ |
| 1991  | 2e tour (1/16) E. Švíglerová | L. Neiland N. Zvereva   | 1er tour (1/32) R. Kordová   | Nicole Provis E. Smylie  | 3e tour (1/8) R. Kordová     | Kathy Jordan Lori McNeil | 1er tour (1/32) R. Kordová   | G. Fernández Navrátilová |
| 1992  | 2e tour (1/16) C. Tanvier    | M. Maleeva              | 2e tour (1/16) Patty Fendick | Steffi Graf Anke Huber   | 3e tour (1/8) Patty Fendick  | Jana Novotná L. Neiland  | 1/4 de finale Patty Fendick  | Navrátilová Pam Shriver  |
| 1993  | -                            | -                       | 1er tour (1/32) Mary Pierce  | R. McQuillan C. Porwik   | -                            | -                        | 2e tour (1/16) M. Oremans    | Amy Frazier Rika Hiraki  |
| 1994  | -                            | -                       | -                            | -                        | 1er tour (1/32) Elna Reinach | G. Fernández N. Zvereva  | 1er tour (1/32) K. Kschwendt | R. Jensen Nora Koves     |
| 1995  | 2e tour (1/16) K. Guse       | Jana Novotná A. Sánchez | -                            | -                        | -                            | -                        | -                            | -                        |

Sous le résultat, la partenaire ; à droite, l’ultime équipe adverse.

### En double mixte
| Année | Open d'Australie              | Open d'Australie        | Internationaux de France     | Internationaux de France  | Wimbledon                     | Wimbledon                   | US Open                       | US Open                  |
| ----- | ----------------------------- | ----------------------- | ---------------------------- | ------------------------- | ----------------------------- | --------------------------- | ----------------------------- | ------------------------ |
| 1991  | -                             | -                       | 1er tour (1/32) Daniel Vacek | G. Helgeson G. Michibata  | 1er tour (1/32) Stefan Kruger | Zina Garrison Rick Leach    | -                             | -                        |
| 1992  | -                             | -                       | 1er tour (1/32) Stoltenberg  | G. Sabatini Cássio Motta  | 1/4 de finale Stoltenberg     | L. Neiland Cyril Suk        | 1er tour (1/16) M. Kratzmann  | L. Davenport Brian Dunn  |
| 1993  | -                             | -                       | 3e tour (1/8) Stoltenberg    | Debbie Graham Van Emburgh | 1er tour (1/32) Stoltenberg   | Rennae Stubbs Sandon Stolle | 1er tour (1/16) Laurie Warder | C. Martínez Sergio Casal |
| 1994  | 1er tour (1/16) Laurie Warder | E. Smylie J. Fitzgerald | -                            | -                         | 1er tour (1/32) Sandon Stolle | Hetherington van Rensburg   | -                             | -                        |

Sous le résultat, le partenaire ; à droite, l’ultime équipe adverse.

## Parcours aux Masters

### En double dames
| # | Date       | Nom de l'édition                      | ($)       | Surface         | Résultat      | Partenaire    | Ultimes adversaires           | Score    |          |
| - | ---------- | ------------------------------------- | --------- | --------------- | ------------- | ------------- | ----------------------------- | -------- | -------- |
| 1 | 16/11/1992 | Virginia Slims Championships New York | 3 000 000 | Moquette (int.) | 1/4 de finale | Patty Fendick | Arantxa Sánchez Helena Suková | 7-6, 6-4 | Parcours |

## Parcours aux Jeux olympiques

### En double dames
| # | Date       | Nom de l'olympiade      | Surface      | Résultat      | Partenaire   | Ultimes adversaires            | Score    |          |
| - | ---------- | ----------------------- | ------------ | ------------- | ------------ | ------------------------------ | -------- | -------- |
| 1 | 28/07/1992 | Olympic Games Barcelone | Terre (ext.) | 1/4 de finale | Jana Novotná | Rachel McQuillan Nicole Provis | 6-3, 6-3 | Parcours |

## Parcours en Coupe de la Fédération
| #                                                                              | Date       | Lieu      | Surface      | Gagnante(s)                        | Perdante(s)                      | Score         |          |
|                                                                                |            |           |              |                                    |                                  |               |          |
| 1992 - 1er tour (groupe mondial) - Hongrie - Tchécoslovaquie - 0 : 3           |            |           |              |                                    |                                  |               |          |
| 1                                                                              | 14/07/1992 | Francfort | Terre (ext.) | Jana Novotná Andrea Strnadová      | Virag Csurgo Andrea Temesvári    | 1-6, 7-5, 7-5 | Parcours |
|                                                                                |            |           |              |                                    |                                  |               |          |
| 1992 - 2e tour (groupe mondial) - Corée du Sud - Tchécoslovaquie - 0 : 3       |            |           |              |                                    |                                  |               |          |
| 2                                                                              | 15/07/1992 | Francfort | Terre (ext.) | Jana Novotná Andrea Strnadová      | Kim Il-soon Lee Jeong-myung      | 6-3, 6-3      | Parcours |
|                                                                                |            |           |              |                                    |                                  |               |          |
| 1992 - 1/4 de finale (groupe mondial) - Australie - Tchécoslovaquie - 2 : 1    |            |           |              |                                    |                                  |               |          |
| 3                                                                              | 17/07/1992 | Francfort | Terre (ext.) | Nicole Provis Rennae Stubbs        | Jana Novotná Andrea Strnadová    | 6-3, 6-3      | Parcours |
|                                                                                |            |           |              |                                    |                                  |               |          |
| 1993 - 1er tour (groupe mondial) - Afrique du Sud - République tchèque - 1 : 2 |            |           |              |                                    |                                  |               |          |
| 4                                                                              | 19/07/1993 | Francfort | Terre (ext.) | Amanda Coetzer Elna Reinach        | Andrea Strnadová Radka Zrubáková | 7-5, 6-4      | Parcours |
|                                                                                |            |           |              |                                    |                                  |               |          |
| 1993 - 1/4 de finale (groupe mondial) - République tchèque - France - 0 : 3    |            |           |              |                                    |                                  |               |          |
| 5                                                                              | 23/07/1993 | Francfort | Terre (ext.) | Isabelle Demongeot Pascale Paradis | Andrea Strnadová Radka Zrubáková | 6-4, 3-6, 6-3 | Parcours |

## Classements WTA en fin de saison

### En simple
| Année | 1988 | 1989 | 1990 | 1991 | 1992 | 1993 | 1994 |
| Rang  | 382  | 203  | 145  | 34   | 37   | 158  | 127  |

Source : (en) « Classements de Andrea Strnadová », sur le site officiel du WTA Tour

### En double
| Année | 1988 | 1989 | 1990 | 1991 | 1992 | 1993 | 1994 |
| Rang  | 337  | 346  | 157  | 36   | 24   | 34   | 85   |

Source : (en) « Classements de Andrea Strnadová », sur le site officiel du WTA Tour